# Treezor
Treezor est une entreprise de technologie financière française, qui fournit des services de paiement en France et dans l'Union européenne. L'entreprise propose des services de paiements en marque blanche.
L'entreprise est une filiale du groupe Société générale depuis son acquisition en 2019.

## Historique
La société est fondée en 2014 à Paris par trois entrepreneurs français, Grégoire Bourdin, Éric Lassus et Xavier Labouret.
En septembre 2016, Treezor obtient l'agrément d'établissement de monnaie électronique auprès de l'Autorité de contrôle prudentiel et de résolution (ACPR). La startup commercialise des services de paiement et des cartes bancaires.
La même année, Treezor signe ses premiers clients et devient fournisseur de services pour les start-ups françaises Lydia, Qonto et Finom. En 2017, Treezor devient le fournisseur de services de paiement de Lunchr (devenu Swile) et de Shine.
En 2018, Treezor annonce émettre plus de 300 000 cartes bancaires, et que plus de 4 milliards d'euros transitent via ses solutions de paiement. En novembre 2018, l'agrément de Treezor en tant qu'Établissement de monnaie électronique (EME) est passeporté dans 25 pays en Europe par l'ACPR[réf. nécessaire].
En 2019, la Société générale annonce l’acquisition de Treezor. La société annonce à cette occasion son développement au niveau européen avec une présence en France, Allemagne, Belgique, Italie et Espagne.
En 2022, Mastercard acquiert une prise de participation minoritaire au capital de l'entreprise.